# Lucas Terrier (raça)
O Lucas Terrier é uma pequena raça de cão do tipo terrier que se originou na Inglaterra no fim dos anos 1940.
A raça foi criada por Sir Jocelyn Lucas em seus Canis De Ilmer em Watford, Hertfordshire. Todos os exemplos autênticos vivos podem traçar sua ascendência de volta a um pequeno número de seus cães originais Ilmer Sealyham, e resultando em descendentes de Lucas Terrier.

## História
Sir Jocelyn Lucas, 4º Baronete, um conhecido caçador e criador de Sealyham Terrier na primeira metade do século XX, ficou decepcionado com a direção que o Sealyham estava indo desde sua aparição em programas de conformação, especialmente cabeças grandes e ombros pesados. Em seus famosos canis de Ilmer em Hertfordshire, ele decidiu atravessar um de seus próprios Sealyhams, consideravelmente menor do que as principais cadelas sealyham encontradas em anéis de show na época, com cães Norfolk Terrier.